# Daniel Björk (handbollsspelare)
Bengt Gunnar Daniel Björk, född 4 augusti 2001 i Skövde, är en svensk handbollsspelare som spelar i HK Drott.